# Eurico Lara
Eurico Lara Fonseca, mais conhecido como Eurico Lara (Uruguaiana, 24 de janeiro de 1897 — Porto Alegre, 6 de novembro de 1935), foi um futebolista brasileiro que atuava como goleiro.

## Biografia
Nascido em 1897, começou a jogar futebol no time do exército de Uruguaiana. Dizia-se, na época, que na cidade fronteiriça existia um arqueiro que, quando jogava, o time não perdia. Não demorou muito para que as informações sobre o atleta chegassem aos ouvidos dos dirigentes gremistas, os quais imediatamente deslocaram olheiros para a região. Sem demonstrar interesse em atuar como jogador de futebol em Porto Alegre, Eurico Lara acabou sendo transferido de sua terra natal para uma corporação da capital graças a pessoas influentes dentro do Grêmio.
Chegando a tenente do Exército, Lara acompanhou as forças revolucionárias que, em 1930, escreveram uma página importante para a história do país. Sem abandonar a farda, chegou ao Grêmio em 1920 culminando com a conquista do Campeonato da Cidade de Porto Alegre.
Dois anos depois, além de defender a seleção do Exército que venceu o campeonato entre as classes armadas, começou a construir sua reputação como goleiro no centro do país, depois de defender, com destaque, a esquadra gaúcha no Torneio Preparatório visando a escolha da seleção brasileira que disputaria o Sul-Americano. Lara fechou o gol em uma partida realizada no estádio Parque Antártica entre gaúchos e paulistas. Os donos da casa venceram por 4 a 2 mas, no final, o goleiro do sul foi ovacionado por uma multidão que invadiu o gramado para cumprimentá-lo. Afinal, não era qualquer um que conseguia defender mais de 20 chutes desferidos pelo atacante Friendereich, o maior nome do futebol brasileiro naquela época. Apesar de tudo, e para surpresa de todos, o gremista não foi chamado para a  seleção.
Em 22 de setembro de 1935, já doente de tuberculose e com ordem dos médicos para não mais atuar, Lara decidiu entrar em campo para o grenal decisivo do campeonato portoalegrense daquele ano, chamado de "Campeonato Farroupilha" por coincidir com os festejos do centenário da Revolução Farroupilha). O Grêmio, com um ponto a menos, precisava vencer o Internacional para levar o troféu. Foi uma de suas maiores atuações com a camisa do Grêmio perante uma torcida maravilhada e sabedora do esforço realizado pelo atleta para poder participar da partida. Vitória do Grêmio por 2 a 0. Lara jogou o primeiro tempo. No intervalo, foi substituído e levado de ambulância para o Hospital Beneficência Portuguesa, de onde nunca mais saiu. No dia 6 de novembro, dois meses depois do Grenal Farroupilha, o herói gremista iria falecer. Uma multidão foi às ruas para chorar a perda de um dos maiores desportistas do país. O enterro de Lara parou Porto Alegre e o atleta entrou para sempre na história do Grêmio e no coração de quem teve o prazer de vê-lo atuar.
É o único atleta do Grêmio que teve seu nome citado no Hino composto por Lupicínio Rodrigues para o cinquentenário do Grêmio (1953), hino este que acabou sendo adotado de forma oficial pelo clube. O trecho é o seguinte: "Lara, o Craque Imortal, / Soube o seu nome elevar. / Hoje, com o mesmo ideal, / Nós saberemos te honrar."

## A lenda
Hoje em dia, há pouquíssimas pessoas vivas que viram Lara jogar; por isso, ele se tornou praticamente uma lenda da história do Grêmio.
Salim Nigri, homem importante na história do Grêmio, falou uma vez ao Gaúcha Entrevista, uma das diversas lendas de Lara. Segundo ele, um dirigente do clube porto-alegrense estava em Uruguaiana e havia visto um jogo de futebol do exército, do qual Lara fazia parte. Ele ficou muito impressionado com o camisa 1 e decidiu contratá-lo para o Grêmio. Na vinda, Lara foi deslocado do regimento de Uruguaiana para Porto Alegre, para poder jogar no clube. Diz a lenda que, no primeiro treino, ao entregarem a camiseta de goleiro a Lara, ele perguntou para o treinador: "Como assim? Por que recebi essa camiseta? Não sou goleiro". Todos ficaram surpresos. Ele explicou que como não havia mais ninguém para ir no gol em Uruguaiana, ele havia sido requisitado para jogar como goleiro, mas não atuava na função. Se este episódio realmente ocorreu, não se sabe, mas Lara acabou se tornando uma lenda também pelo que fez nos anos seguintes pelo Grêmio.
Outra lenda seria que Lara, em certa partida, quebrou um dos braços, mas não queria sair. E também conta-se que defendeu todas as bolas até o fim do jogo, mesmo com a lesão.
Segundo outra lenda, Eurico Lara teria morrido em pleno "Grenal Farroupilha", após defender um pênalti chutado pelo seu próprio irmão. Na verdade, ele morreu dois meses depois, não houve pênalti na partida, e nenhum irmão de Lara jamais jogou no rival Internacional.

## Títulos conquistados
- Campeão da Cidade: 1920, 1921, 1922, 1923, 1925, 1926, 1930, 1931, 1932, 1933 e 1935
- Campeão Gaúcho: 1921,1922,1926 e 1931